# Histoire des personnes trans en Argentine

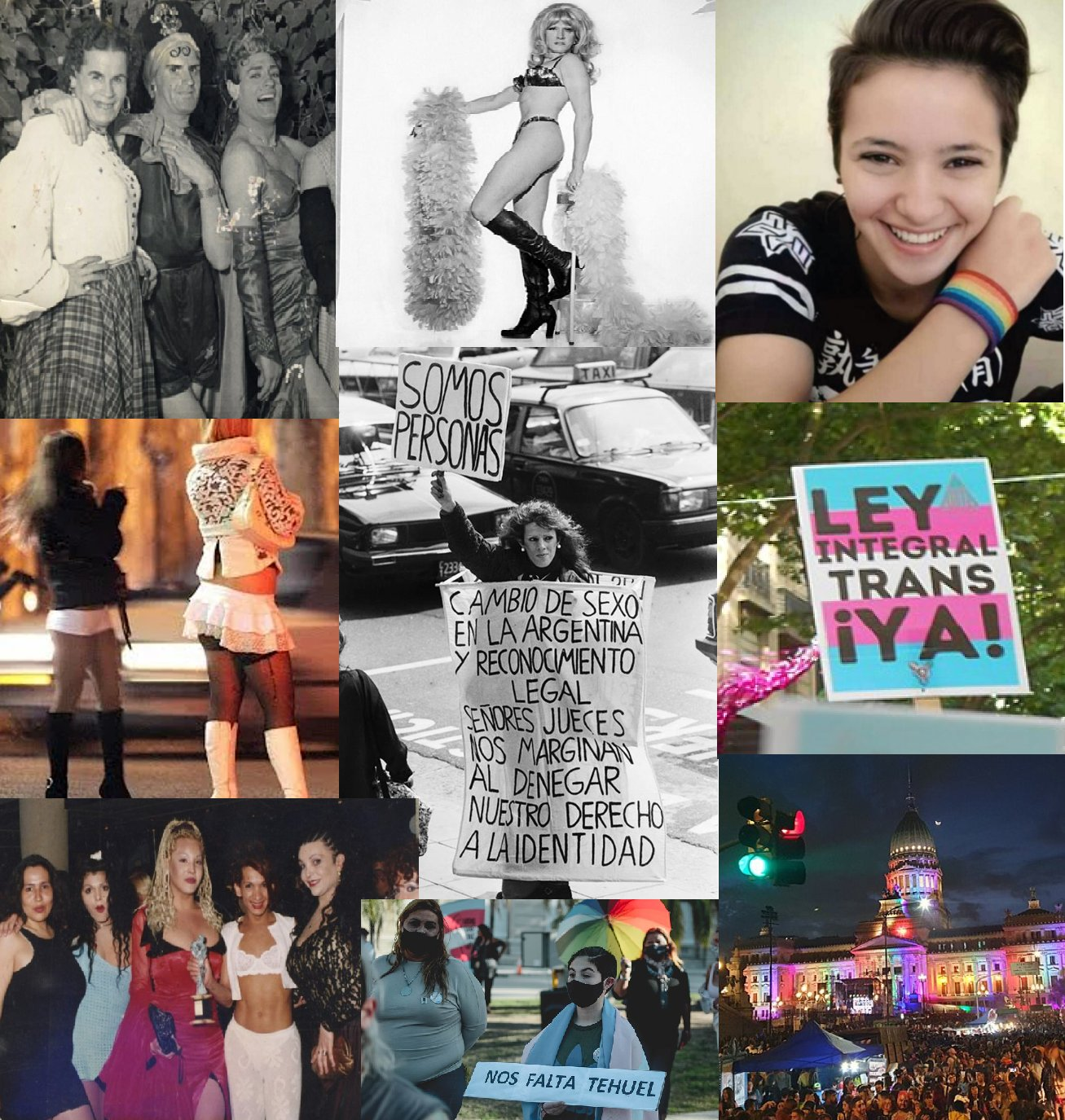
Histoire trans en Argentine. 1) Las Carrilches, Buenos Aires, années 1940. 2) Vanessa Show 1975. 3) Tehuel de la Torre, disparu en 2022 ; 4) Les prostituées transgenres à Salta en 2016. 5) Karina Urbina revendique les droits des transgenres devant la Cour suprême en 1991. 6) Affiche « Comprehensive Trans Law Now » à la Marche des fiertés 2021 ; 7) Activistes trans : Lohana Berkins, María Belén Correa, Nadia Echazú, Claudia Pía Baudracco, Jeanette Contreras ; 8) Marche du drapeau trans à Santa Fe 2021 « Tehuel nous manque » ; 9) Le Congrès national illuminé aux couleurs LGBT+.

L'histoire des personnes trans en Argentine concerne à la fois des hommes, des femmes, des personnes de genre fluide ou non binaire, leurs luttes et leurs organisations en Argentine.
Plusieurs peuples autochtones disposaient d'identités sexuelles diverses, changeantes et non binaires. La conquête européenne de l’Amérique a radicalement et violemment modifié la sexualité et les relations de genre de la population déjà présente, en établissant le crime et le péché de sodomie pour punir les personnes qui adoptaient une identité qui ne correspondait pas à leurs organes génitaux. Après l'indépendance, l'Inquisition et le crime de sodomie furent abolis, mais la police réprima les « inversions sexuelles », les considérant comme des maladies mentales associées au crime, les criminalisant par des décrets de police à partir des années 1930. 
Vers les années 1940, une culture trans/homosexuelle émerge, avec des personnes se qualifiant de « maricas » ou de « locas » (folles). Cette culture est établie et promue par les premières organisations LGBT, à partir de la seconde moitié des années 1960. Les progrès biotechnologiques qui ont permis de modifier le corps des gens ont conduit à l'émergence d'une identité travestie dans le monde du divertissement, qui a coexisté avec la culture queer jusqu'aux années 1980, lorsque l'identité travestie s'est répandue. Les changements permanents du corps et le rejet transphobe ont exclu les travestis du marché du travail salarié, les poussant en masse vers la prostitution. La violence policière, sociale et domestique à l’encontre des communautés travesties a conduit à une espérance de vie deux fois plus faible que celle de la population générale. Durant le terrorisme d'État imposé par la dernière dictature militaire, au moins 400 personnes, en majorité transgenres, ont disparu et ont été rendues invisibles même par l'enquête menée après le rétablissement de la démocratie par la Commission nationale sur les disparitions de personnes (Conadep), qui a détruit ces dossiers. 
Dans les années 1990, les premières organisations trans ont été créées, l'ALITT et l'ATTTA se distinguant par leur continuité. Depuis lors, les groupes transgenres ont obtenu l’abrogation des décrets de police et la dépénalisation du travestisme et de la transidentité.

## Peuples autochtones
Les peuples autochtones qui habitaient ce qui est aujourd’hui l’Argentine avaient des manières diverses d’aborder les orientations sexuelles et les identités de genre des gens.
La culture mapuche, toujours présente, n'a jamais été soumise par l'Empire espagnol et a conservé son indépendance et son propre territoire en Patagonie et dans la pampa jusqu'à la fin du XIXe siècle, étant à partir de ce moment profondément affectée par les processus d'acculturation. Traditionnellement, elle a maintenu une valorisation égale des hommes et des femmes, ce qui faisait qu'assumer des identités ou des caractéristiques trans ou intersexes ne signifiait pas perdre un quelconque privilège, pouvoir ou statut.  Le peuple Mapuche avait un nombre restreint de notions de genre et de sexe, du moins avec la pertinence qui leur était accordée dans la culture européenne. Un rôle social appelé weye, qui désignait des personnes qui n'étaient considérées ni comme des hommes ni comme des femmes, et qui se déplaçaient de manière complexe entre différents états combinant des caractéristiques performatives, sexuelles, d'âge et d'heure de la journée, y existait,. Leurs pratiques sexuelles admettaient une grande diversité et n’établissaient pas de lien déterministe avec l’anatomie,. Suite à l'assujettissement de la nation mapuche dans la seconde moitié du XIXe siècle, les hommes ont été contraints de cesser d'être des guerriers et de travailler comme ouvriers agricoles pour travailler la terre, une tâche traditionnellement féminine dans la culture mapuche. Cette transformation a entraîné une dévaluation de la masculinité dans la culture mapuche moderne et la prédominance des femmes sur les hommes dans leur rôle de machi, une position qui comprend les conditions de médecin, de prêtre, de conseiller et de protecteur du peuple, c'est pourquoi il est courant de trouver des femmes transgenres travaillant comme machis.
Dans la culture guarani, divers témoignages ont montré que les relations sexuelles étaient considérées comme normales parmi les hommes Guaicurú du Gran Chaco, ainsi que l'existence du mot « cudinho » pour nommer un type d'hommes qui s'habillaient comme des femmes, épousaient des hommes, urinaient accroupis et avaient des symptômes menstruels.
Les cultures andines, et en particulier la culture inca, importantes dans le nord-ouest de l'Argentine, envisageaient l'existence de peuples androgynes, masculin/féminin et féminin/masculin, valorisant l'utilisation de vêtements correspondant à un autre genre, auquel ils attribuaient une valeur sacrée et religieuse. Dans les régions des Yungas, il existait plusieurs sociétés matriarcales qui considéraient comme sacré le port de vêtements correspondant à un autre genre Le conquistador espagnol Pedro Cieza de León rapporte la présence de telles personnes dans des cérémonies sacrées.